# (914) Palisana
914 Palisana est un astéroïde de la ceinture principale découvert le 4 juillet 1919 par l'astronome allemand Max Wolf depuis l'observatoire du Königstuhl.
Il a été ainsi baptisé en hommage à Johann Palisa (1848-1925), astronome autrichien découvreur de nombreux astéroïdes.